# ماهیرو یوشیناگا
ماهیرو یوشیناگا (ژاپنی: 吉長 真優؛ زادهٔ ۲۰ مارس ۲۰۰۲) یک بازیکن فوتبال اهل ژاپن است.
از باشگاه‌هایی که در آن بازی کرده‌است می‌توان به باشگاه فوتبال جوبیلو ایواتا اشاره کرد.